# Gmajna (gmina Slovenj Gradec)
Gmajna – wieś w Słowenii, w gminie miejskiej Slovenj Gradec. W 2018 roku liczyła 464 mieszkańców. 